# Joseph Alexandre Laboulbène

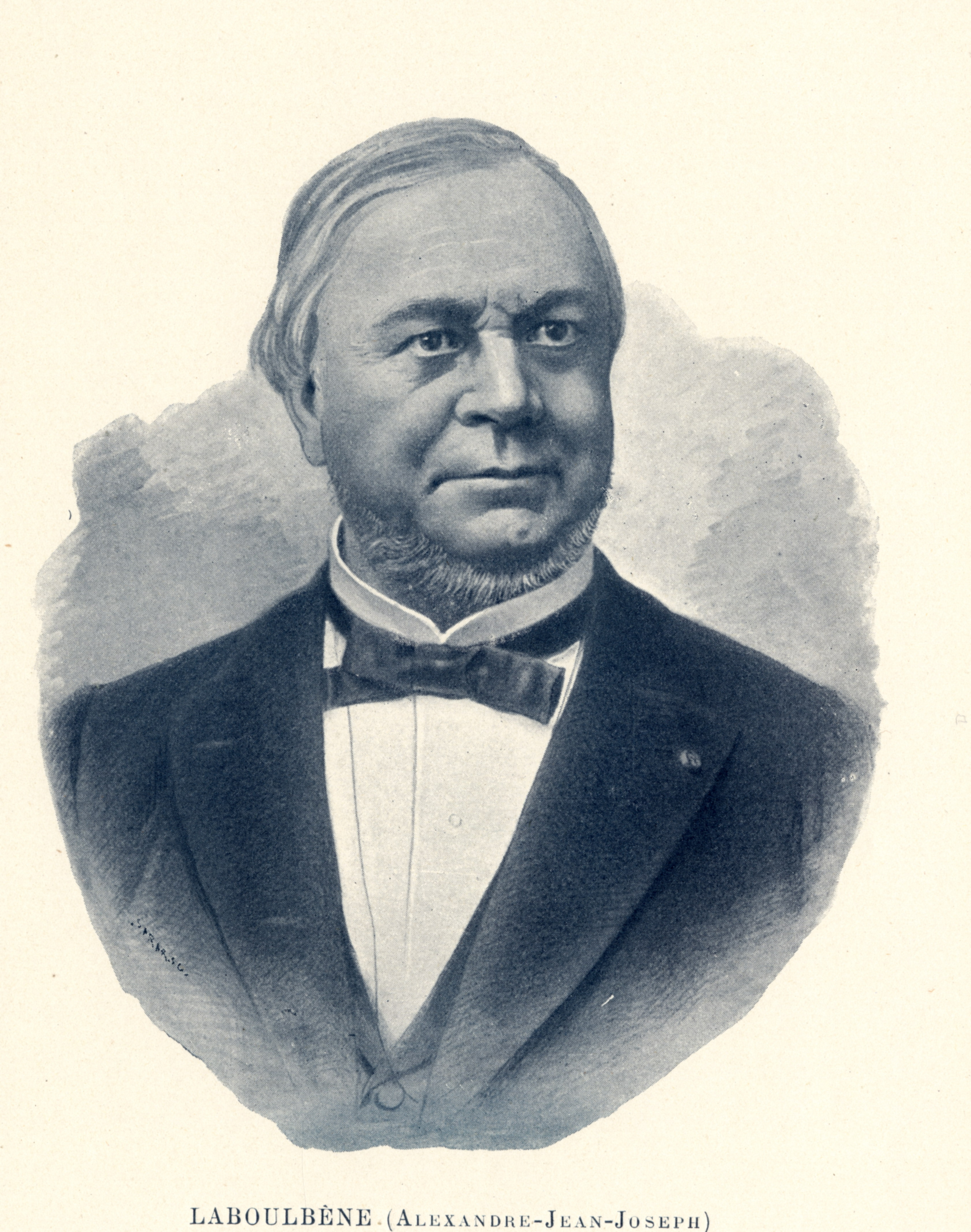
Joseph Alexandre Laboulbène

Joseph Alexandre Laboulbène (* 25. August 1825 in Agen; † 7. Dezember 1898 in Paris) war ein französischer Arzt und Entomologe.

## Leben
Laboulbène studierte Medizin an der Université de Paris und promovierte dort 1854. Bis 1879 unterrichtete er dann selbst an der medizinischen Fakultät.
Laboulbène war Mitglied der Entomologischen Gesellschaft Frankreichs, deren Präsident er 1860, 1872 und 1889 war.
Der Chirurg Samuel Pozzi (1846–1918) war sein Cousin.

## Schriften
- 1854: mit Léon Fairmaire: Faune Entomologique Française. Coleoptera. Paris: Deyrolle Vol. 1 665 pp also Felix Malteste et Cie., Paris?.
- 1874: Notices nécrologique sur le docteur Antoine Dours, in: Annales de la Société entomologique de France, Band 43, S. 351–358.